# Tumulus auf der Île Longue

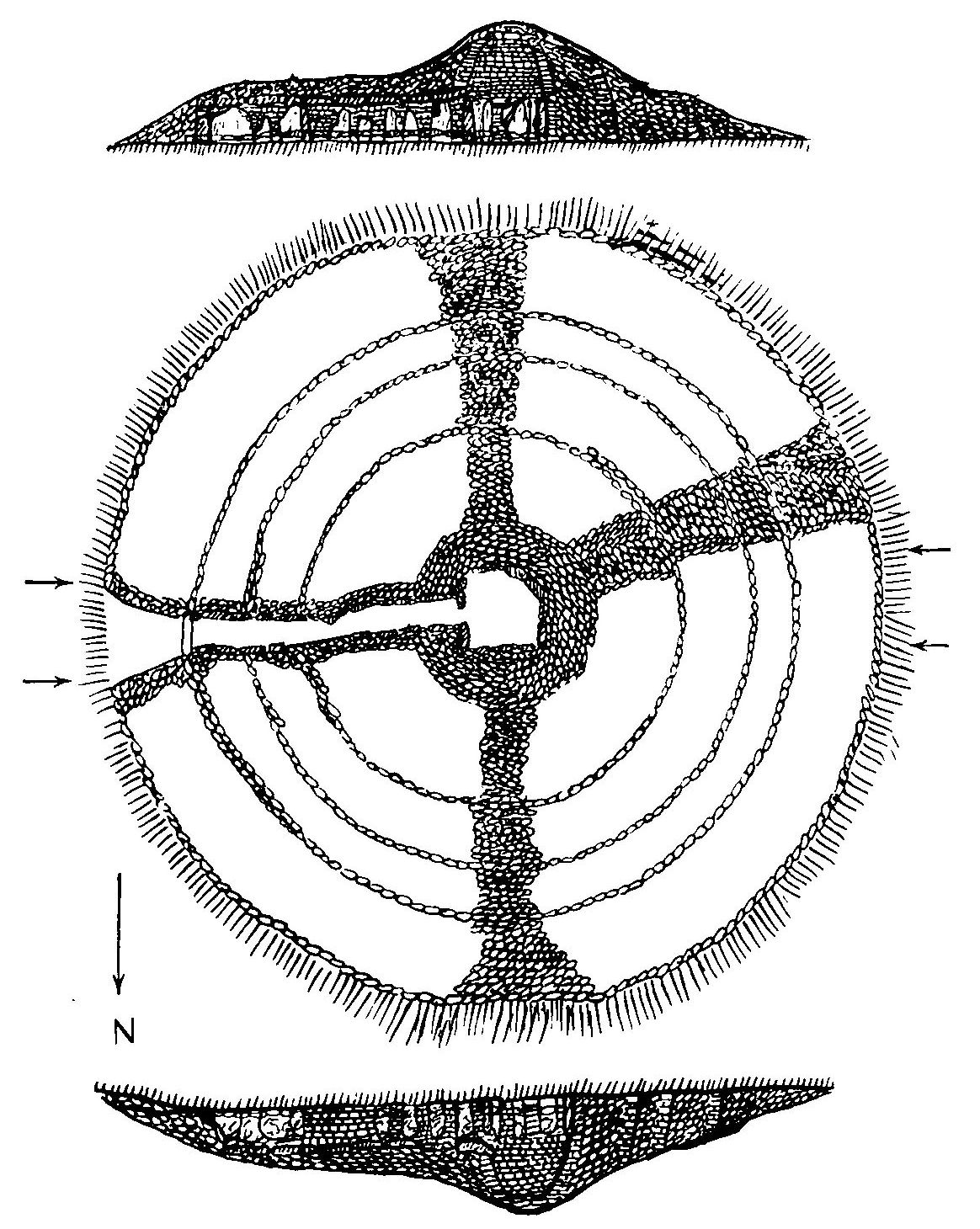
Tumulus auf der Île Longue

Der runde Tumulus auf der Île Longue ist eine der großen Megalithanlagen, die in der Bretagne in Frankreich auf den Inseln im Golf von Morbihan liegen. Île Longue, bretonisch Enez-Hir, ist auch der Name eine Landzunge auf der Crozon-Halbinsel im Département Finistère. Die der Anlage von Gavrinis ähnelnde Allée couverte auf der 1,2 km langen und 0,4 km breiten Insel ist unzugänglich.

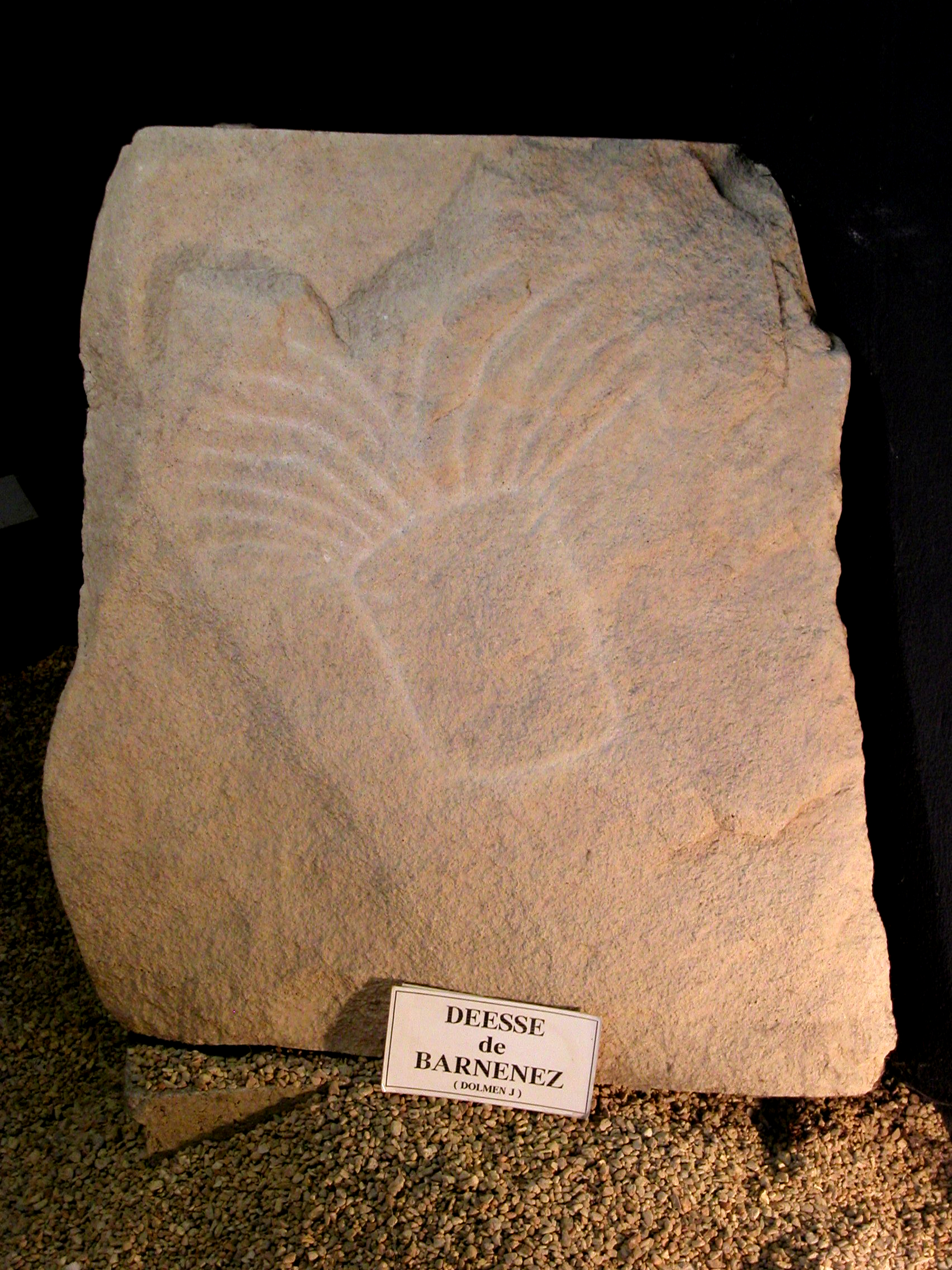
Darstellung vom Barnenez, ähnlich der auf der Île Longue

## Beschreibung
Der oben nur wenig abgetragene Tumulus von 21 m Durchmesser, ist (wie andere Tumuli; Tumulus von Dissignac) in drei, durch Stützmauern getrennten, Stufen aufgebaut worden. Der etwa 11 m lange Gang mündet in eine unregelmäßig polygonale Kammer die tholosartig von einem über fünf Meter hohen Kraggewölbe bedeckt wird. Die Kammer besteht aus zehn in Abständen gesetzten Monolithen als Wandsteine, deren Zwischenräume aus plattigen Steinlagen bestehen, die sich in der Kuppel fortsetzen. Diese Bauweise findet sich auch im Gang, der aus 15 unterschiedlich bemessenen Wandsteinen mit teilweise sehr großen Lücken und neun horizontal aufgelegten Decksteinen besteht. Der letzte und größte liegt auf den Randsteinen der Kammer auf. Der Gang war mit einem Türstein verschlossen. Drei Steine tragen kochtopfartige Felsritzungen, die eine Form der Muttergöttin (franz. Déesse Mère) darstellen sollen, wie sie auch in der Anlage von Barnenez und im Mané-er-Hroek dargestellt ist.